# Henrik 1. af England
Henrik 1. (engelsk: Henry I eller Henry Beauclerc, fransk: Henri I. født mellem maj 1068 og maj 1069, død 1. december 1135 i Normandiet var konge af England fra 1100 til 1135. Han var den 4. søn af Vilhelm Erobreren og Matilde af Flandern og blev uddannet i latin og de frie kunster. Ved Vilhelms død i 1087 arvede Henriks ældre brødre Robert Curthose og William Rufus hhv. Normandiet og England, mens Henrik ingen jord fik. Han købte grevskabet Cotentin i det vestlige Normandiet af Robert, men hans brødre afsatte ham i 1091. Han genopbyggede gradvist sin magt i Cotentin og allierede sig med William imod Robert.
Han var til stede da hans bror William døde i en jagtulykke i 1100, og Henrik tog den engelske trone, hvor han ved sin kroning lovede at rette op på Williams mindre heldige politik. Han giftede sig med Matilde af Skotland, og de fik to overlevende børn, Vilhelm Adelin og Matilde af England; han fik også mange uægte børn med sine elskerinder. Robert, der invaderede i 1101, anfægtede Henriks kontrol over England; felttoget endte med en forhandling, hvor Henrik blev bekræftet som konge. Freden var dog kortvarig, og Henrik invaderede Hertugdømmet Normandiet i 1105 og 1106, hvor han besejrede Robert under slaget ved Tinchebray. Henry holdt Robert fanget resten af hans liv. Henriks kontrol over Normandiet blev udfordret af Ludvig 6. af Frankrig, Baldwin 7. af Flandern og Fulko af Anjou, der støttede Roberts søn, William Clito, og et stort oprør i hertugdømmet mellem 1116 og 1119. Efter Henriks sejr under slaget ved Brémule blev der underskrevet en favorabel fredsaftale mellem Henrik og Ludvig i 1120.
Han blev betragtet som en hård, men effektiv konge i sin samtid, og Henrik manipulerede med held baronerne i England og Normandiet. I England trak han på det eksisterende angelsaksiske retssystem, lokalregeringer og beskatning, men han støttede også yderligere institutioner, inklusive kongelige Exchequer (en) og omrejsende dommere. Normandiet blev også styret via et større juridisk system og en skatteopkræver. Mange af de embedsmænd, der styrede Henriks system, var "nye mænd" med beskeden baggrund, frem for familier med høj status. De nye steg i graderne som administratorer. Henrik støttede Den gregorianske reform, men blev involveret i en stor disput med ærkebiskop Anselm af Canterbury i 1101, der blev løst via et kompromis i 1105. Han støttede benediktinerreformen og spillede en stor rolle i udvælgelsen af højtstående i ordenen i England og Normandiet.
Henriks søn Vilhelm druknede ved Det Hvide Skibs forlis i 1120, hvilket rejste spørgsmål om arvefølgen. Henrik fik en ny dronning, Adelheid af Leuven, i håb om at få endnu en søn, men deres ægteskab var barnløst. I stedet erklærede han sin datter, Matilde, som sin arving og giftede hende med Godfred af Anjou. Forholdet mellem Henrik og parret gik dog i stykker, og der udbrød kampe langs grænsen til Anjou.
Henrik døde den 1. december 1135 efter en uges sygdom. På trods af hans planer med Matilde blev kongen efterfulgt af sin nevø Stefan af Blois. Det resulterede i en periode med borgerkrig kendt som anarkiet.

## Børn
Henrik fik en række uægte børn med forskellige elskerinder.

### Sønner
1. Robert af Gloucester, født i 1090'erne.[8]
2. Richard, født af Ansfride, opvokset hos Robert Bloet, biskop af Lincoln.[9]
3. Reginald de Dunstanville, jarl af Cornwall, født i 1110'erne eller begyndelsen af 1120'erne, muligvis af Sibyl Corbet.[10]
4. Robert FitzEdith, født af Edith Forne.[11]
5. Gilbert FitzRoy, muligvis født af en unavngiven søster eller datter af Walter of Gand.[12]
6. William de Tracy, muligvis født i 1090'erne.[12]
7. Henry FitzRoy, muligvis født af Nest ferch Rhys.[11]
8. Fulk FitzRoy, muligvis født af Ansfride.[11]
9. William, Sybilla af Normandiets bror, muligvis også af Reginald de Dunstanville.[13]

### Døtre
1. Matilda FitzRoy, grevinde af Perche.[14]
2. Matilda FitzRoy, hertuginde af Britanien.[14]
3. Juliane, gift med Eustace af Breteuil, muligvis født af Ansfrida.[15]
4. Mabel, gift med William Gouet.[16]
5. Constance, vicomtesse af Beaumont-sur-Sarthe.[17]
6. Aline, gift med Matthew de Montmorency.[18]
7. Isabel, datter af Isabel de Beaumont, grevinde af Pembroke.[18]
8. Sybilla de Normandy, dronning af Skotland, sandsynligvis født før 1100.[18]
9. Matilda Fitzroy, Abbedisse af Montivilliers.[18]
10. Gundrada de Dunstanville.[18]
11. Possibly Rohese, gift med Henry de la Pomerai.[18]
12. Emma, gift med Guy of Laval.[19]
13. Adeliza, kongens datter.[19]
14. Elizabeth Fitzroy, gift med Fergus of Galloway.[19]
15. MuligvisSibyl of Falaise.[19]